# Andrine og Kjell
Andrine og Kjell är en norsk svartvit dramafilm från 1952 i regi av Kåre Bergstrøm. I titelrollerna ses Inger Marie Andersen och Toralv Maurstad.

## Handling
Andrine och Kjell går i samma klass på Borcks privatskola i Storvågen. Hon kommer från en fattig fiskeby vid havet. Pengar att betala skolan med har hon fått från sin ogifta mor i USA. Kjell går om ett år eftersom han nekats examen året innan. Han gör uppror mot sin präktiga familj, inte minst sin syster Målfrid. Andrine hyr ett rum hos Kjells föräldrar. Till en början tycker hon inget särskilt om Kjell, men efterhand börjar hon förstå vem han är: En ensam, kärlekstörstande människa. Förälskelse uppstår.

## Rollista
- Inger Marie Andersen – Andrine
- Toralv Maurstad – Kjell
- Liv Strømsted – Målfrid, Kjells syster
- Betzy Holter – Fru Bergan, Kjells mor
- Sigurd Magnussøn – Bergan, Kjells far
- Ola Isene – Borck
- Ingeborg Steffens – Fru Borck
- Ottar Wicklund – en lärare
- Harald Aimarsen
- Solveig Brantenberg – gäst på dansgolvet
- Carsten Byhring
- Jack Fjeldstad
- Lise Foss
- Gustav Adolf Hegh – gäst på dansgolvet
- Erik Lassen
- Folkman Schaanning
- Espen Skjønberg
- Astrid Sommer
- Henrik Anker Steen – en lärare
- Lise Heide Steen
- Tom Tellefsen
- Ingerid Vardund

## Produktion
Filmen producerades av Arild Brinchmann för Norsk Film A/S. Den bygger på romanen med samma namn av Gisken Wildenvey, vilken omarbetades till filmmanus av regissören Kåre Bergstrøm. Fotograf var Ragnar Sørensen och fotoassistent Per Cedergren som också tog stillbilderna.

## Mottagande
Filmen nominerades till Guldlejonet vid Filmfestivalen i Venedig 1952.

## Musik
Musiken komponerades av Sverre Bergh. Låten "Blåklokker" av Kristian Hauger användes också.